# Monastère de Ćelije
Ne doit pas être confondu avec Monastère de Ćelije (Lajkovac).
Le monastère de Ćelije (en serbe cyrillique : Манастир Ћелије ; en serbe latin : Manastir Ćelije) est un monastère orthodoxe serbe situé à Lelić, dans le district de Kolubara et sur le territoire de la Ville de Valjevo en Serbie. Il est inscrit sur la liste des monuments culturels de grande importance de la république de Serbie (identifiant no SK 362).
Le monastère abrite aujourd'hui une communauté de religieuses.

## Localisation
Le monastère est situé dans les gorges de la rivière Gradac à 6 km de Valjevo.

## Historique

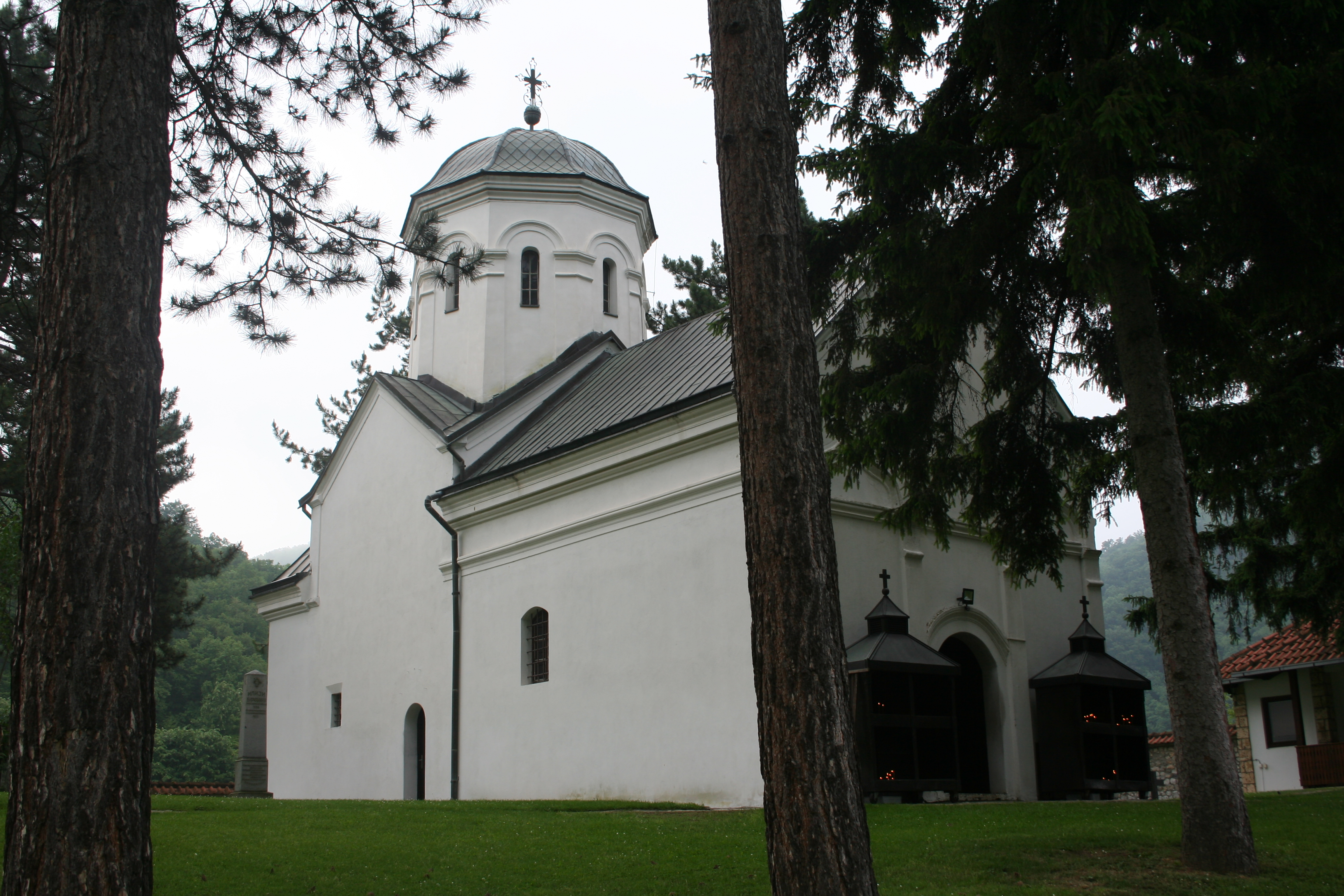
L'église Saint-Michel-et-Saint-Gabriel.

La date exacte de sa fondation est inconnue. Mais il a probablement été construit vers 1280, sous le règne du roi Stefan Dragutin. Si l’on se fonde sur le style architectural et sur l’inscription de l’autel rédigée en vieux slavon, l’église, elle, consacrée à saint Michel et à saint Gabriel, remonterait à la fin du XIVe siècle ou au début du XVe siècle. 
L’église et le monastère ont été plusieurs fois endommagés pendant la période ottomane. En 1804, lors du Premier soulèvement serbe contre les Turcs, les bâtiments conventuels ont servi d’hôpital militaire. 
Le monastère a été complètement restauré en 2001. 

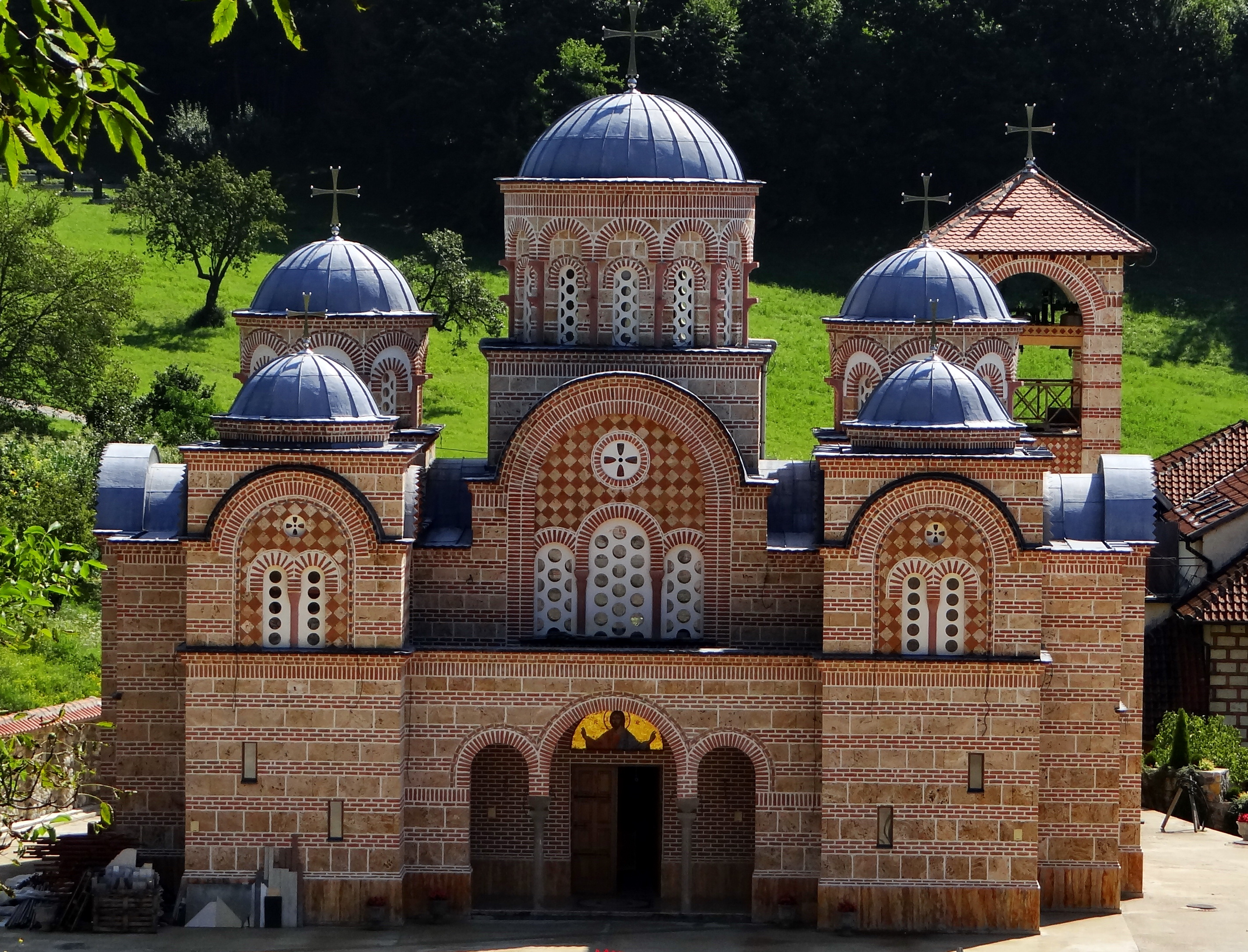
La nouvelle église Saint-Sava.

## Architecture et fresques
L'iconostase de l'église, qui date de 1798–1800, a été peinte par Petar Nikolajević Moler, qui était à la fois un artiste et un voïvode des soulèvements serbes ; détruite en 1810, elle a été repeinte en 1816 par le neveu de Petar Nikolajević, Jeremija Mihailović, qui a notamment travaillé à l'église de l'Ascension de Mionica et à l'église en bois d'Orašac.

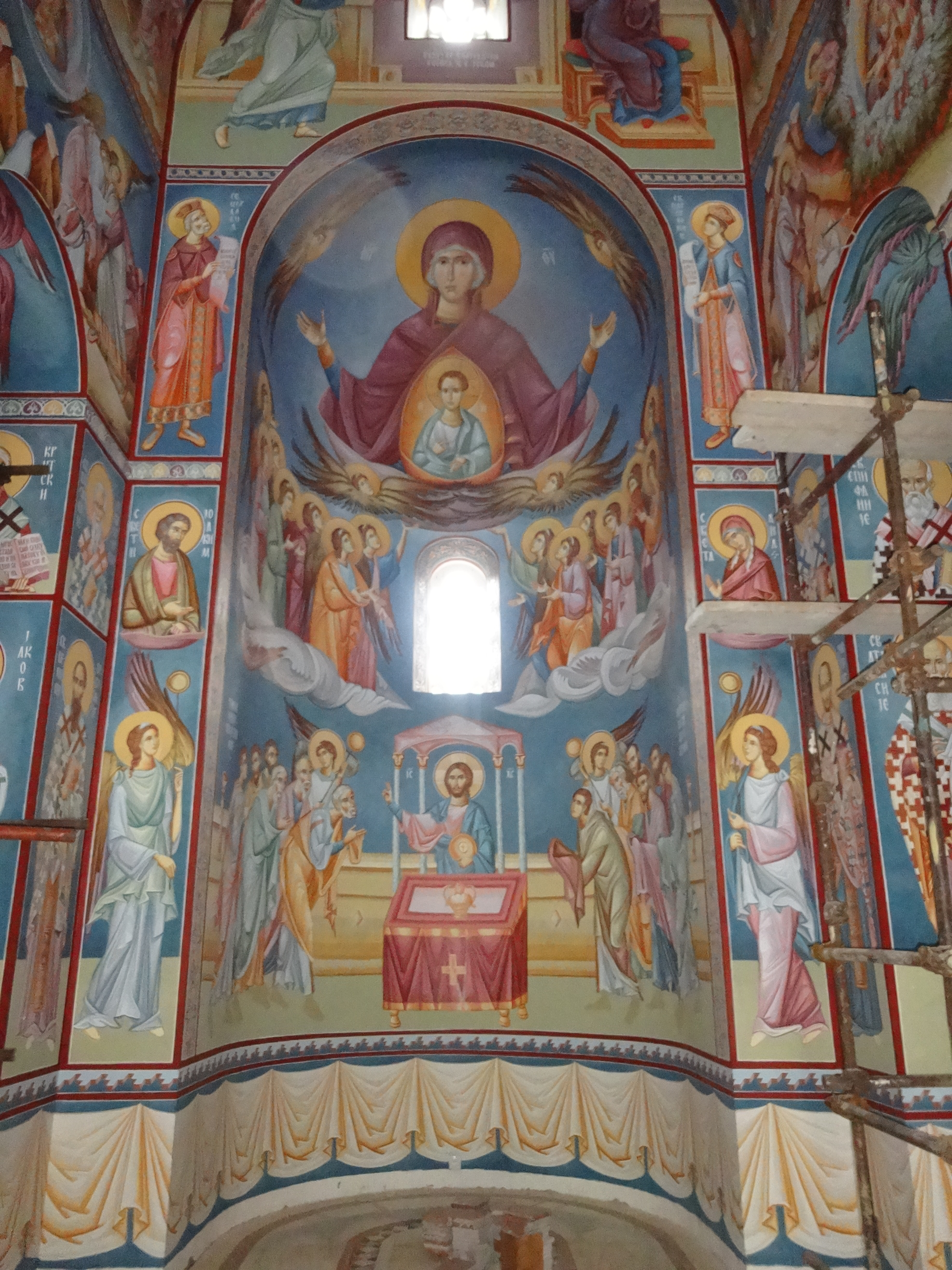
Fresques dans le monastère.

## Personnalités

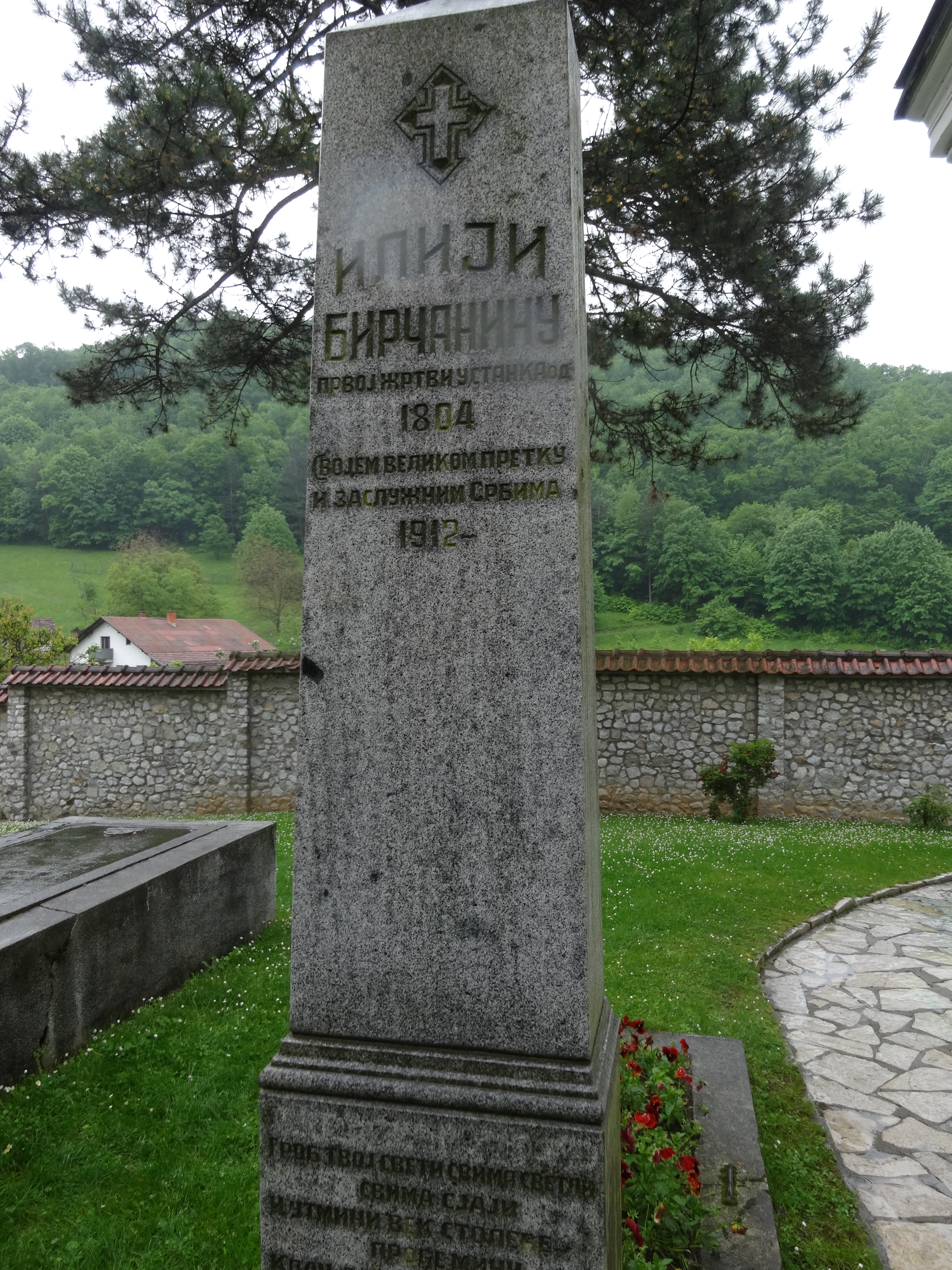
La tombe d'Ilija Birčanin.

Dans l'enceinte du monastère est enterré Ilija Birčanin, tué au cours du « massacre des princes » en 1804. Ce massacre a provoqué le Premier soulèvement serbe contre les Ottomans.
Le monastère de Ćelije est associé au souvenir de l’archimandrite Justin Popović (1894-1979), théologien et philosophe, canonisé par l'Église orthodoxe serbe le 29 avril 2010 (fêté le 1er juin/14 juin du calendrier grégorien). Justin Popović y a été prêtre à partir de 1948. Figurant parmi les fondateurs de la Société serbe de Philosophie, il était soumis à une étroite surveillance de la part du régime communiste.  

## Culture
Le monastère (encore en activité) est aujourd’hui un important centre culturel. On y maintient l’art traditionnel de la peinture d'icônes, on y publie des livres.